# 25769 Munaoli
25769 Munaoli este un asteroid din centura principală de asteroizi.

## Descriere
25769 Munaoli este un asteroid din centura principală de asteroizi. A fost descoperit pe 2 februarie 2000 la Socorro, New Mexico, în cadrul proiectului LINEAR. Asteroidul prezintă o orbită caracterizată de o semiaxă mare de 2,31 ua, o excentricitate de 0,18 și o înclinație de 7,4° în raport cu ecliptica.